# Zsolt Marton

Bischofswappen von Zsolt Marton

Zsolt Marton (* 26. März 1966 in Budapest) ist ein ungarischer Geistlicher und römisch-katholischer Bischof von Vác.

## Leben
Zsolt Marton besuchte zuerst das Gymnasium der Piaristen in Kecskemét und später eine staatliche Schule. Von 1985 bis 1988 absolvierte er ein Studium an der Pädagogischen Hochschule in Zsámbék und war anschließend als Lehrer tätig. Ab 1992 studierte Marton Philosophie und Katholische Theologie an den Priesterseminaren in Veszprém, Győr und Budapest. 1998 erlangte er an der Katholischen Péter-Pázmány-Universität in Budapest ein Diplom im Fach Katholische Theologie. Am 20. Juni 1998 empfing er in Vác durch den Bischof von Vác, Ferenc Keszthelyi OCist, das Sakrament der Priesterweihe für das Bistum Vác.
Marton wirkte zunächst als Notar am Kirchengericht des Bistums Vác und als persönlicher Sekretär des Bischofs von Vác, Ferenc Keszthelyi OCist, bevor er 1999 Pfarrvikar in Nagykáta wurde. Von 2000 bis 2003 war er Pfarradministrator der Pfarrei in Dány. Daneben lehrte Marton von 2002 bis 2003 an der Theologischen Hochschule in Vác. Danach war er als Studienpräfekt am zentralen Priesterseminar in Budapest tätig. 2008 wurde Zsolt Marton Pfarrer in Felsőgöd und in Alsógöd sowie Dechant des Dekanats Vác. Außerdem gehörte er dem Priesterrat (2012–2016) und dem Konsultorenkollegium des Bistums Vác (2012–2018) sowie der Kommission für die Zulassung zu den Weihen an. Ab 2015 war Marton Regens des zentralen Priesterseminars in Budapest.
Am 12. Juli 2019 ernannte ihn Papst Franziskus zum Bischof von Vác. Der Erzbischof von Esztergom-Budapest, Péter Kardinal Erdő, spendete ihm am 24. August desselben Jahres in der Kathedrale von Vác die Bischofsweihe; Mitkonsekratoren waren der emeritierte Bischof von Vác, Miklós Beer, und der Apostolische Nuntius in Ungarn, Erzbischof Michael August Blume SVD. Sein Wahlspruch Hűséges az Isten („Gott ist treu“) stammt aus 1 Kor 10,13 . In der Ungarischen Katholischen Bischofskonferenz ist Zsolt Marton seit 2019 Vorsitzender des Familienausschusses und des Ausschusses für die Priesterseminare. Ferner gehört er der Laien- und Pastoralkommission und der Kommission für die Priester und das Geweihte Leben an.

## Schriften
- A megtérés útja. Elmer István beszélgetése Marton Zsolt váci megyéspüspökkel. Szent István Társulat, Budapest 2020, ISBN 978-963-277-904-1.